# TBX3
TBX3‏ (T-box 3) هوَ بروتين يُشَفر بواسطة جين TBX3 في الإنسان.